# The Shanes
The Shanes var en popgrupp och ett dansband från Kiruna, Sverige som bildades 1963.

## Historik

### 1960-talet
Medlemmar i The Shanes var från början Staffan Berggren (sologitarr och sång), Tommy Wåhlberg (gitarr och sång), Svante Elfgren (bas) och Tor-Erik Rautio (trummor). Ett år efter bildandet blev sångaren och gitarristen Lennart Grahn medlem i gruppen. År 1966 slutade Staffan Berggren och ersattes av keyboardspelaren och sångaren Kit Sundqvist. Bandet kom från Norrbottens län och alla gruppmedlemmar var från Tuolluvaara, förutom Grahn som kom från Luleå, och stockholmaren Sundqvist.
Shanes sågs ofta på Tio i topp-listan och Kvällstoppen. De gjorde många covers, men skrev även egna låtar. Några av deras mera kända låtar är Let Me Show You Who I Am 1964, Chris-Craft No. 9 1966, Save the Last Dance For Me 1967, och deras cover på Jay and the Americans Cara Mia som kom 1968. År 1969 upplöstes Shanes.

Staffan Berggren, som var med när The Shanes bildades, avled 2017.

### Senare år
Shanes återbildades i slutet av 1970-talet. De deltog i den svenska Melodifestivalen 1982 med melodin Fender '62 som dock inte tog sig vidare till slutomgången, då bestod gruppen av Lennart Grahn, Kit Sundqvist, Tommy Wåhlberg och Sven Hellsten. Gruppen tävlade igen 1992 med Upp flyger vi, upp, som även den missade finalen. Då bestod Shanes av Grahn, Wåhlberg, Hellsten, Bengt Arenblad och Anders Östman. Åren 1990–1991 låg Shanes på Svensktoppen 44 veckor med Vem får följa dig hem? (text på svenska till Who's Gonna Follow You Home?). Låten finns med på albumet "60-tals Party Let's Dance 1" som nådde guldskiva med över 50 000 sålda ex. 
I december 2008 var Tommy Wåhlberg den ende kvarvarande originalmedlemmen. Gruppens namn blev då Tommy Wåhlbergs Shanes och bestod fram till 2023 av Tommy Wåhlberg, Micke Areklew, Brian Marston, Peter Klaxman och Peder Sundahl. År 2023 avled Wåhlberg efter en tids sjukdom, 76 år gammal. År 2024 avled den tidigare trummisen Tor-Erik Rautio, 78 år gammal. Den 20 juni 2024 avled även den siste originalmedlemmen Svante Elfgren.

## Diskografi

### Album
- 1964 – Let Us Show You
- 1965 – The Shanegang
- 1966 – Shanes Again!
- 1967 – SSSS Shanes!
- 1967 – Shanes VI
- 1979 – Revival
- 1980 – Walk On By
- 1982 – Shanes
- 1990 – 60-tals Party Let's Dance 1
- 1992 – 60-tals Party Let's Dance 2
- 1993 – 60-tals Party På Begäran